# 鴻喜菇
鴻喜菇（學名：Hypsizygus tessulatus）是一種原生於东亚溫帶以北、現時主要從日本引進的高經濟價值食用蕈。本物種目前已於温带的歐洲、北美洲及澳大利亞種植作食用。在自然界，這種口蘑科玉蕈屬的伞菌目物種生長於樹林裡。由於常發現於山毛榉科物種之上，所以在英語俗稱作「山毛榉蘑菇」（beech mushroom）。蟹味菇在食用菇當中屬於比較小型的，但在全世界很多國家都很受歡迎。
本物種有兩個商业化變種（非分类学定义）：
- 棕毛榉蘑菇（日语：ブナシメジ）为野生颜色，但经过育种菌伞变小。俗稱鴻喜菇、真姬菇、班玉蕈、蟹味菇。
- 白毛榉蘑菇（日语：ブナピー）從棕毛榉蘑菇经过紫外线突变揀選，其日语註冊商標由日本Hokto（日语：ホクト）企業擁有。俗稱雪白菇、白玉菇。

## 特徵
在秋季，生長在如山毛櫸科等闊葉植物的倒腐枯木上，其生長的習性像金針菇一樣，常有好幾個菌柄叢聚一起生長，呈叢生（clustered）,每一叢約15-50個子實體。 有时也會單獨生長且會有較大的菌傘。剛長出的子實體菌傘呈半圓之後遂時間慢慢變成扁平狀表面呈白色或紅褐色直徑4-15cm，上面有深色大理石條紋。子實層近白色，菌柄的長度為3-10cm，從菌傘中心開始生長，直徑為0.3-0.6cm。 孢子呈寬卵形或近圓形，在顯微鏡下半透明，堆疊時呈白色。
當初和H. ulmarius 被視為同種，但其實是不同種可以由菌傘上的大理石紋路判別。 

## 名稱誤用
「鴻喜」這個名稱是引進栽培的業者從日語中的（Honshimeji）的前兩個音節音譯而來。不過，市場上看到的鴻喜菇，和日語中的未必是同一個物種。的學名是Lyophyllum shimeji (Kawam.) Hongo，中文稱為「玉蕈褶離傘」，是一種長在土壤中的樹木共生菌，雖然可食美味但不容易人工培養，但是它的俗名長期借給鴻喜菇這種市面上常見且受歡迎的栽培菇類，日語稱為（Bunashimeji）。日本市面上簡稱為（Shimeji）的，通常也是指這種可栽培的鴻喜菇，而不是指離褶傘屬(Lyophyllum)的其他野生食用菇類。

## 食用
工程產品廣泛分佈在日本和其他地方作為食用菌。 鴻喜菇的菌傘在溼潤時會稍微黏滑，煮食後嚐起來柔滑適口。沒有味道的特性，因此適合任何菜餚。 此外，天然生長比人工栽培更大肉質更紮實，口感更佳。

### 人工栽培的鴻喜菇

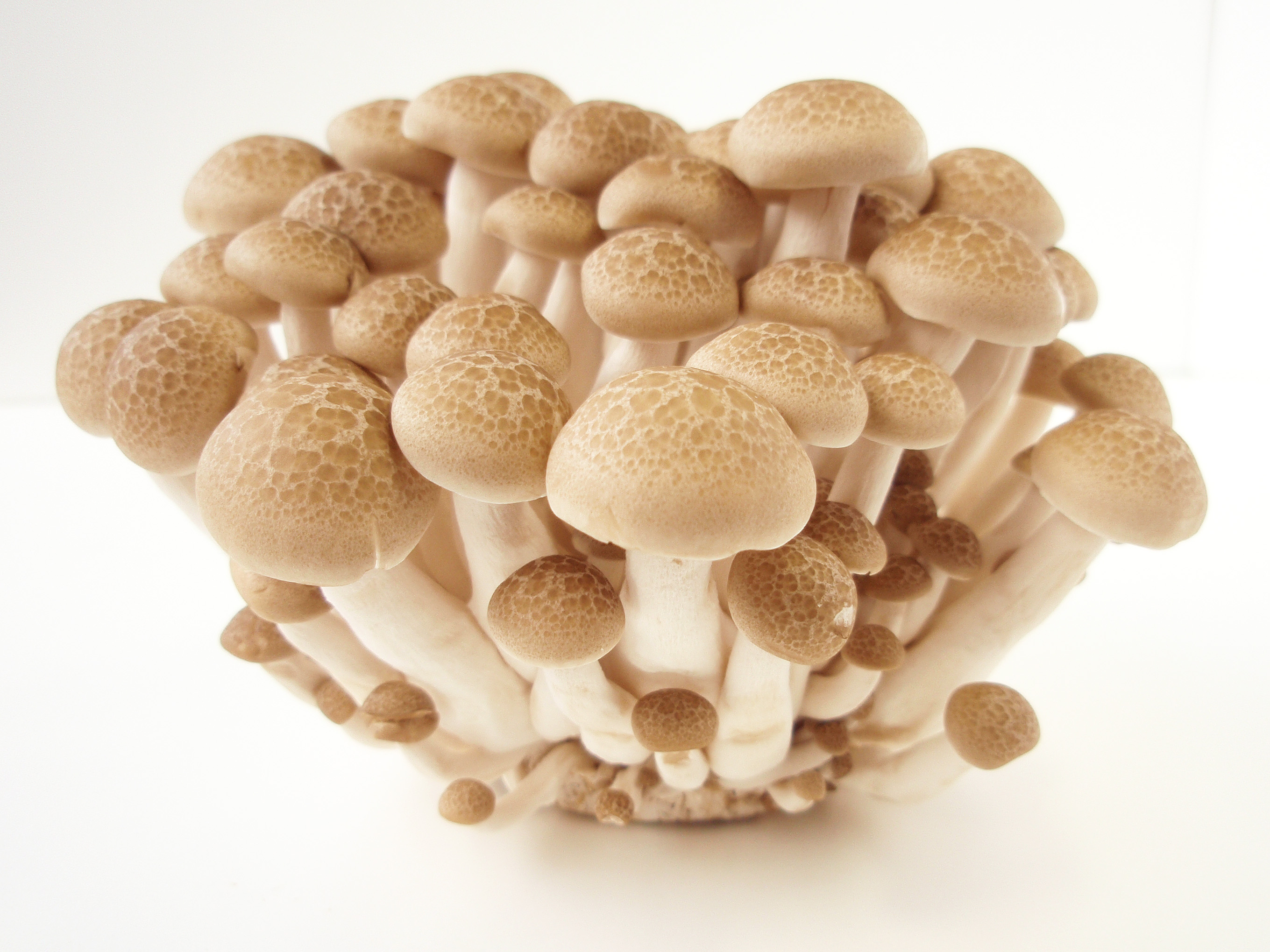
人工栽培的鴻喜菇
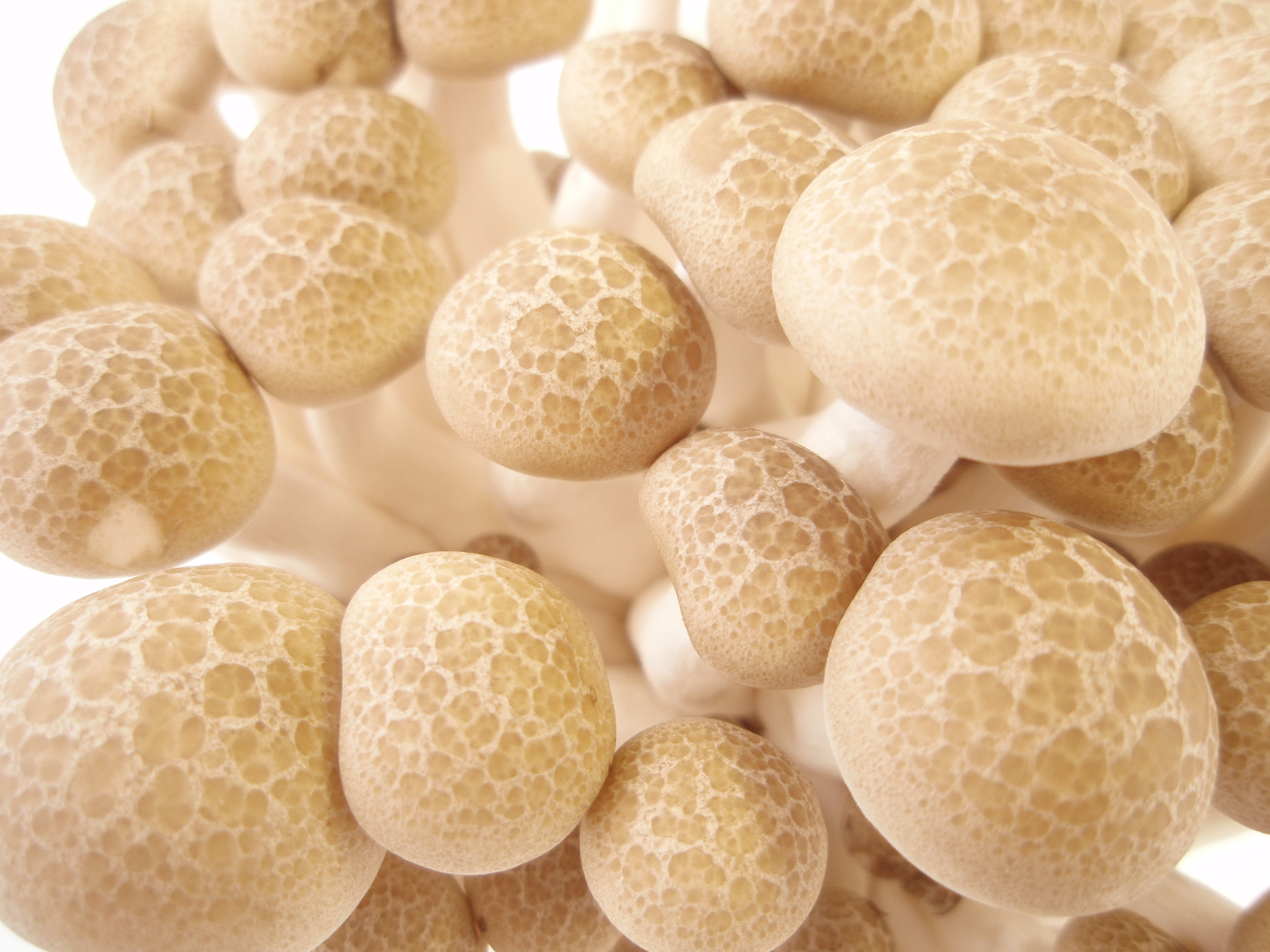
菌傘的模樣
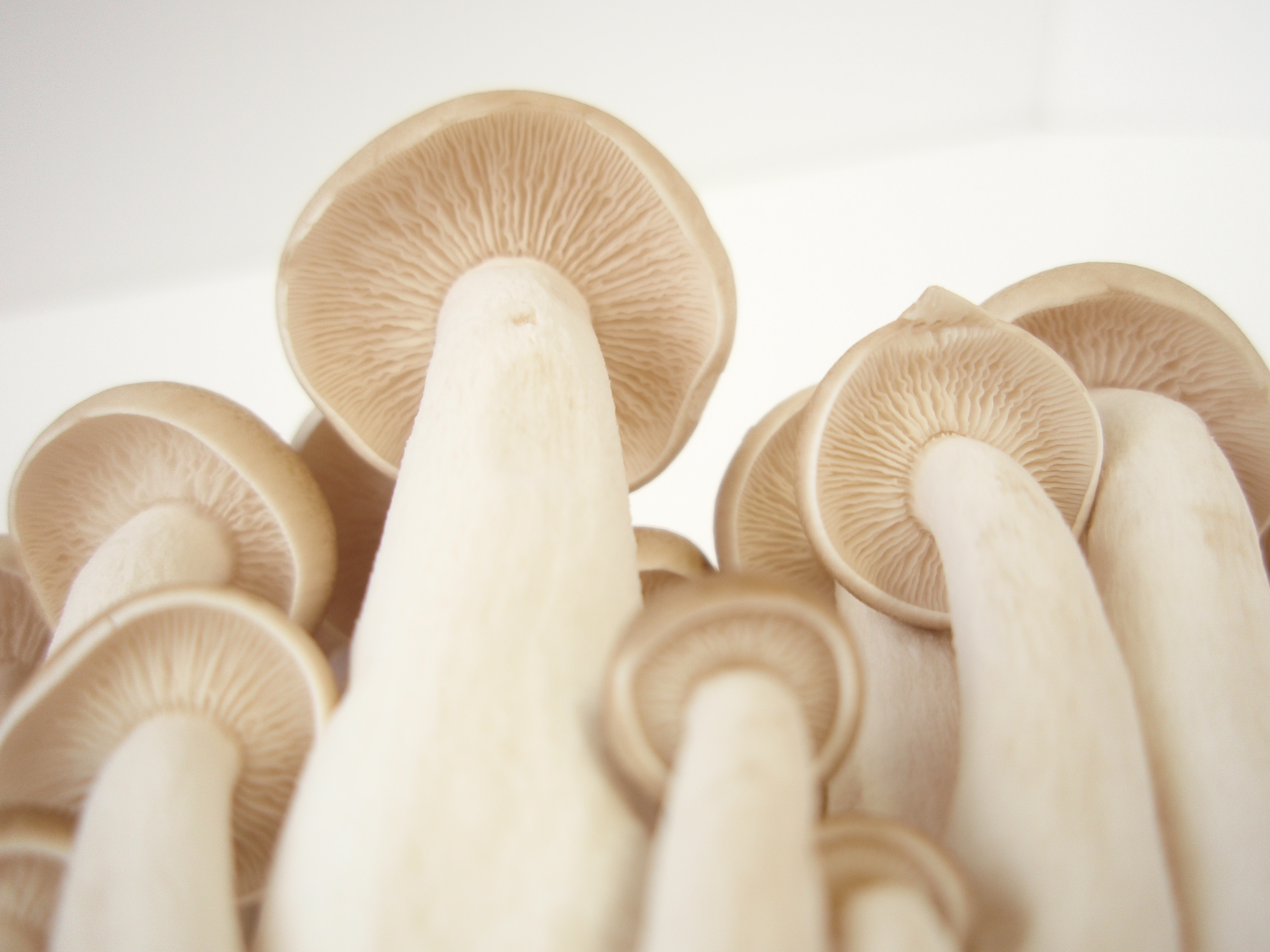
子實層的樣子
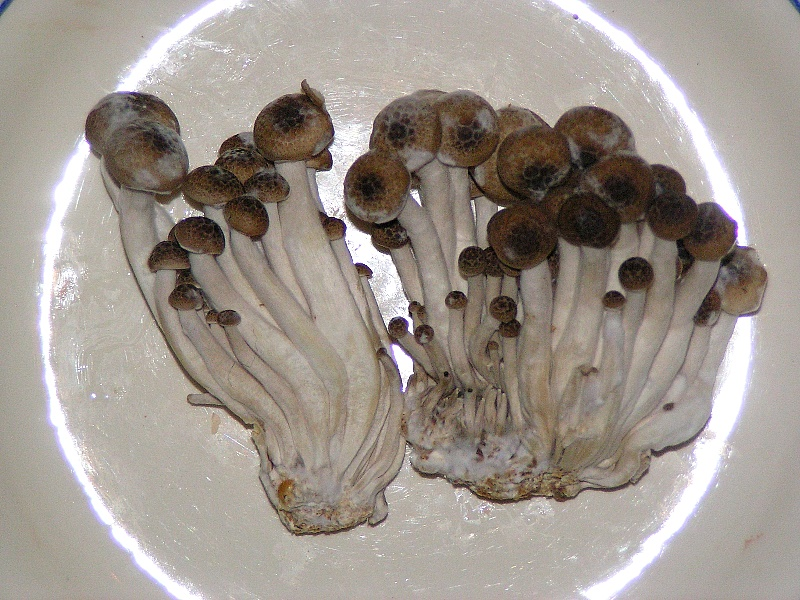
人工栽培的鴻喜菇
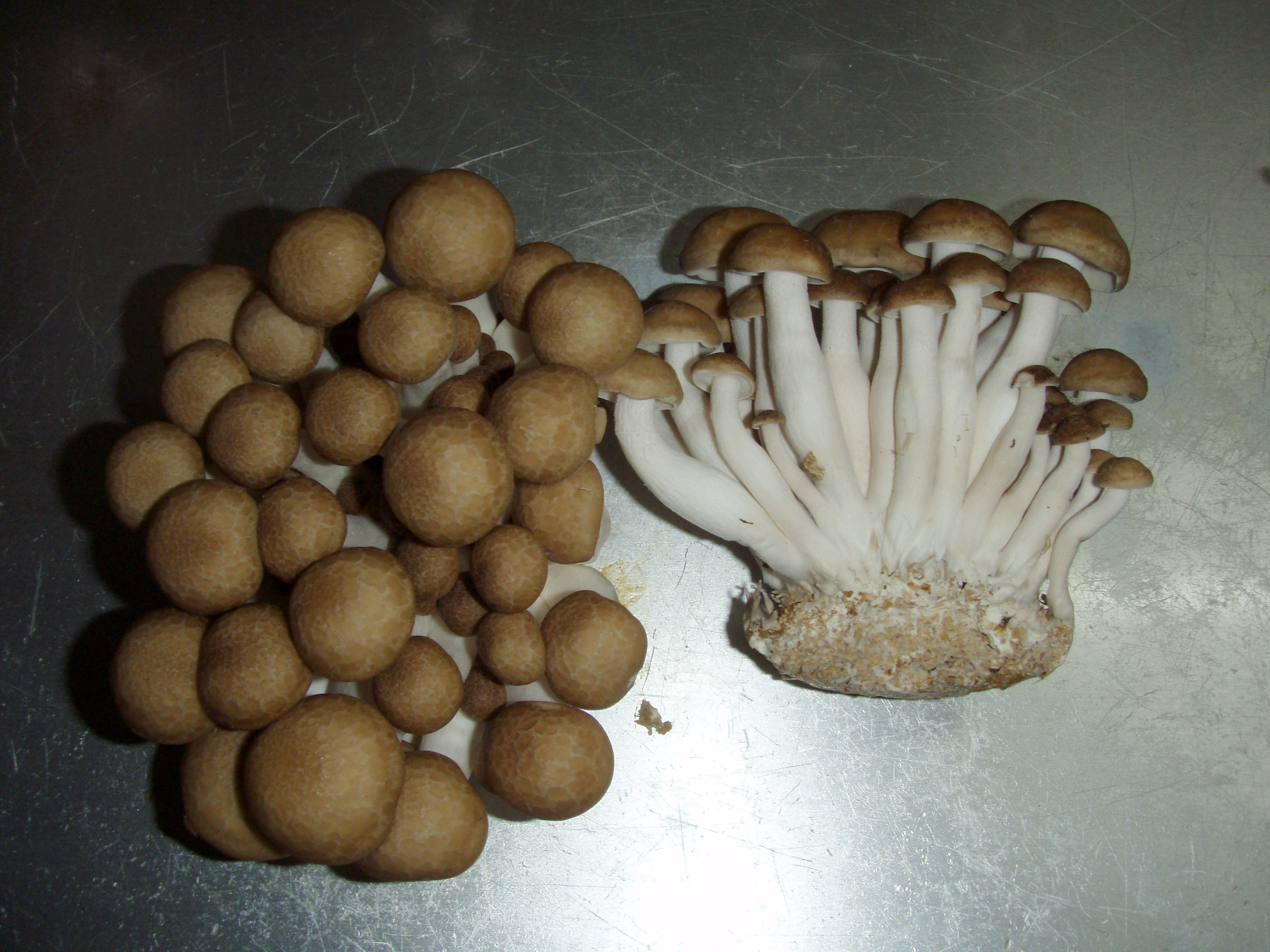
人工栽培（日本產）
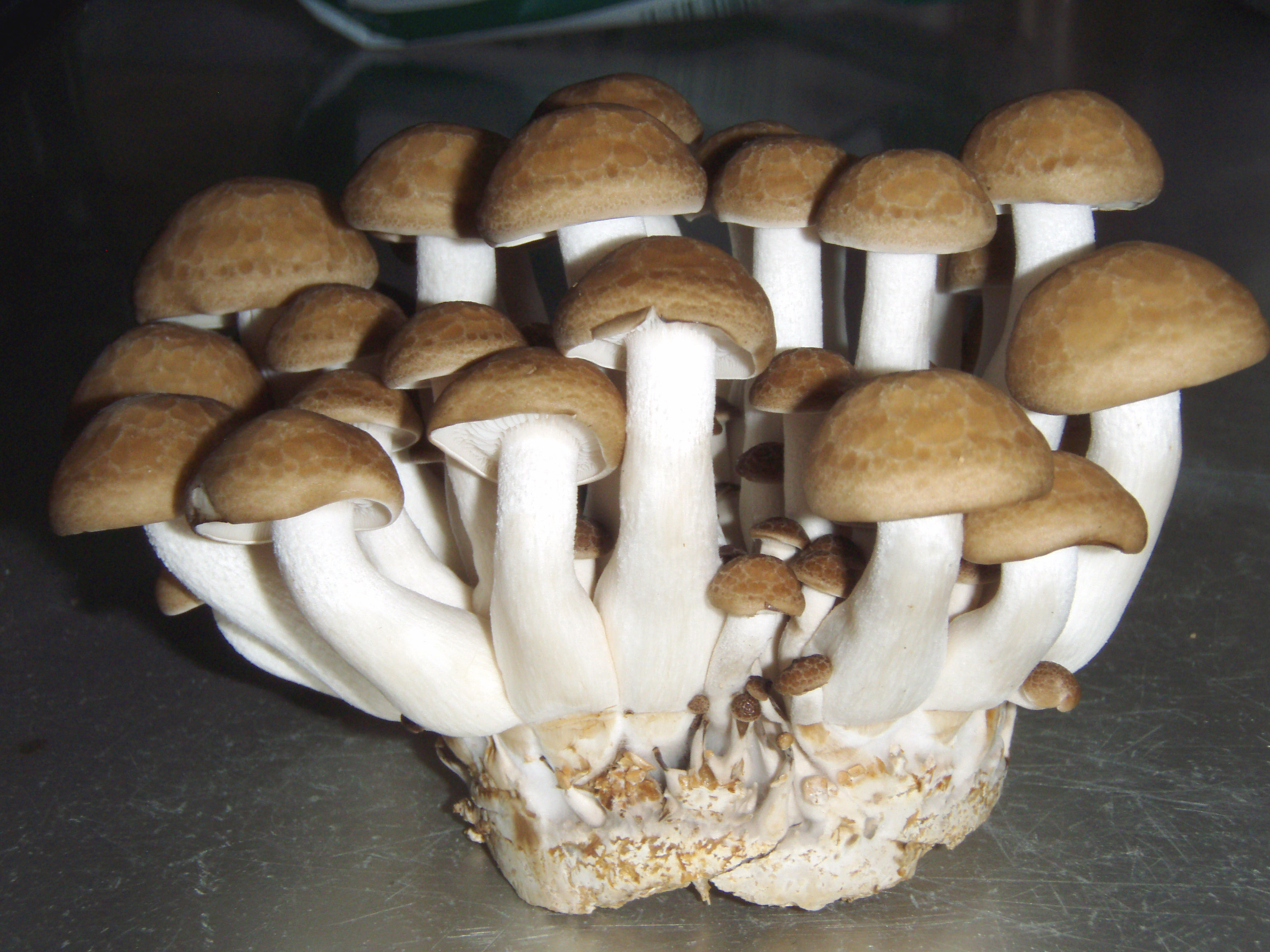
人工栽培（日本產）
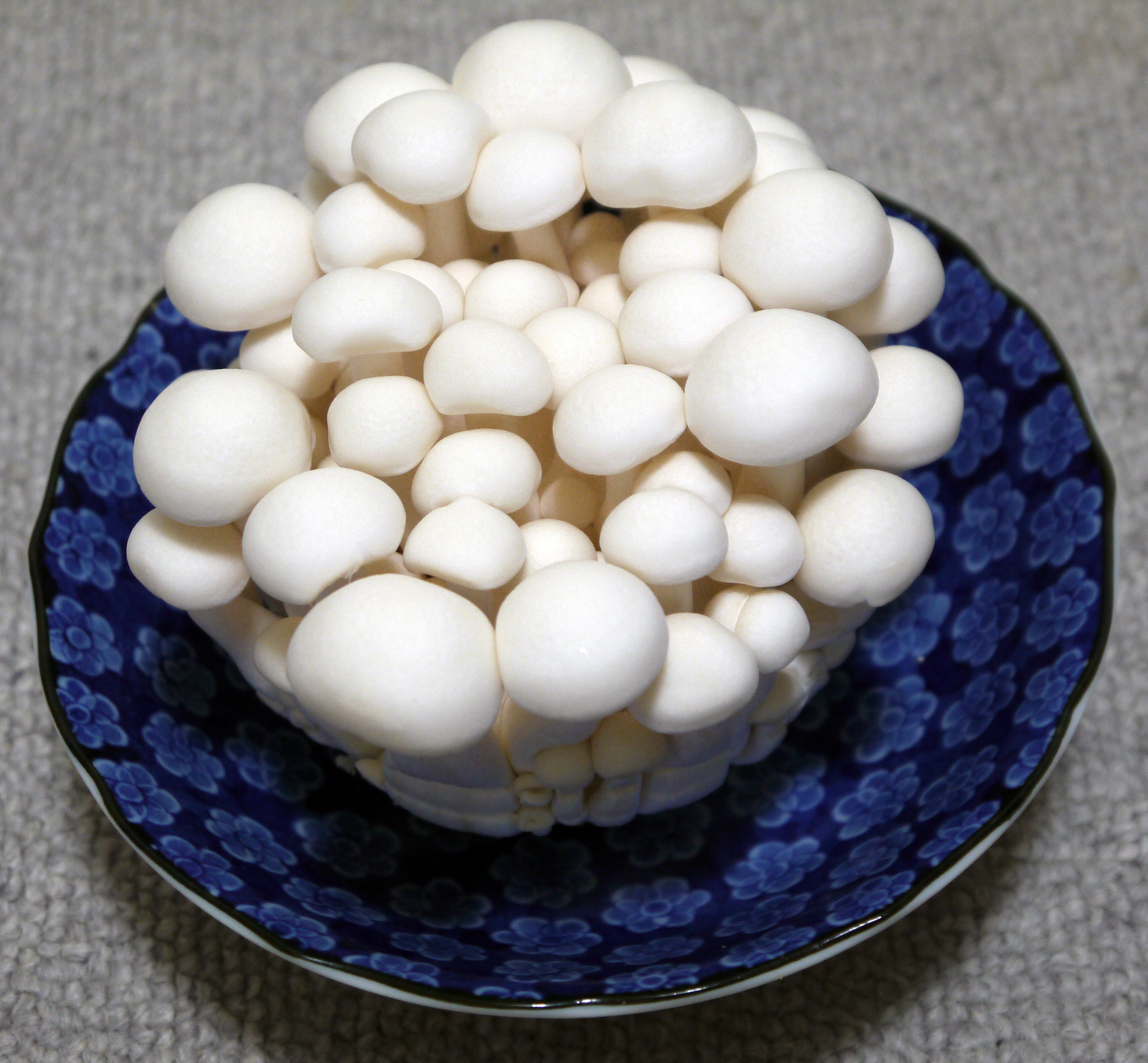
Bunapi (Hokto Ltd.（日语：ホクト） develops)

## 參看
- List of Japanese ingredients
- 藥用蘑菇（英语：Medicinal mushrooms）
- 濕地茸

## 外部連結
- Honshimeji Mushroom （页面存档备份，存于）, RecipeTips.com. Brown Beech (Buna shimeji), White Beech (Bunapi shimeji), and the Pioppino (Agrocybe aegerita) mushrooms.
- Bunashimeji and Bunapi, Hokuto Corporation.